# Bumpus Jones
Charles Leander « Bumpus » Jones (né le 1er janvier 1870 à Cedarville, Ohio, États-Unis et mort le 25 juin 1938 à Xenia (Ohio)) est un joueur de baseball qui évolue dans la Ligue nationale pour les Reds de Cincinnati en 1892 et les Giants de New York en 1892 et 1893.
Lanceur droitier relativement obscur qui ne lança que 8 parties dans la Ligue majeure de baseball, il est connu pour avoir réalisé un match sans coup sûr pour Cincinnati le 15 octobre 1892 aux dépens des Pirates de Pittsburgh lors du dernier jour de la saison régulière. Bumpus Jones est le seul lanceur de l'histoire à avoir réussi une partie sans coup sûr à son premier match dans le baseball majeur.

## Carrière

### Professionnelle
Bumpus Jones débute en professionnel dans les ligues mineures le 13 mai 1890 avec Monmouth dans l'Illinois-Iowa league. Il enregistre une victoire à cette occasion. Un mois plus tard, malgré un compte de quatre victoires pour deux défaites, il est libéré de son contrat et signe chez Aurora, toujours dans la même ligue. Il termine la saison à Aurora.
En 1891, il commence la saison avec Ottumwa, à la plus grande colère du président d'Aurora qui revendique les droits sur le joueur. Jones est suspendu et est contraint de rejoindre Aurora. Cette formation cesse ses activités quelques semaines plus tard, en pleine saison. L'équipe de Quincy signe alors Jones, mais Ottumwa revient à la charge, revendiquant les droits sur le joueur. Il est contraint de rejoindre Ottumwa. Au mois d'août, Jones est vendu à Portland qui remporte le titre de California League. Sur l'ensemble de sa saison, Jones compte vingt victoires.
Jones retrouve l'Illinois-Iowa league en 1892 avec l'équipe de Joliet. Auteur d'un excellent début de saison (15 victoires pour aucune défaite), il est vendu à Atlanta en Southern League mais signe également un contrat avec Montgomery. Il est suspendu deux semaines avant de jouer pendant vingt jours pour Atlanta. Le club cesse en effet ses activités le 20 septembre. Jones est alors invité à évoluer en ligue majeure chez les Cincinnati Reds.
Bumpus Jones commence en trombe sa carrière en ligue majeure : à l'occasion de son premier match pour les Reds de Cincinnati le 15 octobre 1892, il réussit un match sans coup sûr contre les Pirates de Pittsburgh. Les Reds l'emportent 6-1, Pittsburgh réussissant, sans coup sûr, à marquer un point non mérité sur un but-sur-balles, un but volé puis une erreur de Jones qui rate un relais au premier but. Après ces débuts fracassants, Jones ne parviendra jamais plus à retrouver le niveau qui fut le sien au cours de cette mémorable partie. C'était la première fois qu'un match sans point ni coup sûr était lancé au dernier jour de la saison régulière mais, surtout, Jones devint le seul lanceur à réaliser pareil exploit à son premier match dans le baseball majeur. Ted Breitenstein avait réussi en 1891 un match sans coup sûr à son premier départ (premier match comme lanceur partant) dans les majeures, et Bobo Holloman fera de même en 1953, mais ces deux hommes avaient déjà une expérience préalable dans les majeures comme lanceurs de relève.
Il quitte la Ligue nationale pour signer en Western League en 1894. Il joue notamment pour Grand Rapids, Columbus, Cleveland et St. Paul jusqu'en 1901.
Bumpus Jones a joué au total 8 matchs, dont 7 comme lanceur partant, dans les majeures, dont le dernier avec les Giants de New York pour compléter sa brève carrière en 1893. En 41 manches et deux tiers lancées au total, il a accordé 43 points, dont 37 mérités, pour une moyenne de points mérités de 7,99. Il a remporté deux victoires contre quatre défaites, réussi 10 retraits sur des prises et lancé 3 matchs complets.